# Cestrus
Cestrus is een geslacht van insecten uit de orde vliesvleugeligen (Hymenoptera) en de familie Ichneumonidae.

## Soorten
- C. admotus (Cresson, 1874)
- C. altacima Kasparyan & Ruiz-Cancino, 2005
- C. arcuatorius Kasparyan & Ruiz-Cancino, 2005
- C. arcuatus (Cresson, 1874)
- C. aztecus (Cresson, 1874)
- C. calidus (Cresson, 1868)
- C. miniaceus (Brethes, 1920)
- C. nigristernum Kasparyan & Ruiz-Cancino, 2005
- C. tenuiventris (Cresson, 1874)